# 保田隆
保田 隆（やすだ たかし、1965年3月27日 - ）は、日本の教育者、シンガーソングライター、ラジオのパーソナリティである。広島県広島市在住。

## 経歴
愛知県の大学卒業後15年間私立女子高校の社会科教師を務めていた。オリジナル曲を多数製作しており、2004年に「プロローグ」を発表したが、この前後に高校を退職した。
2007年2月から不登校や高校を中退した生徒のための高等学校通信教育を行う屋久島おおぞら高等学校のサポート校のKTC中央高等学校(現:おおぞら高等学院)キャンパス長（校長）代理として勤めるかたわら、ライブ・講演活動を展開している。2008年4月にKTC中央高等学校 岡山のキャンパス長を兼任。現在は広島の中国放送が放送（5局ネット）する「保田隆のHeart Beatラジオ」でラジオパーソナリティをしている。
2013年12月から、神村学園高等部広島学習センターのセンター長に就任した。

## 出演番組
- 保田隆のHeart Beatラジオ

（中国放送：月曜 22:00-22:30、山陽放送：木曜 23：00-23：30、ラジオ福島：土曜 23：00-23：30、九州朝日放送：土曜 22：55-22：25 、信越放送：土曜 22：00-22：30、南海放送：木曜 23:00-23:30）
保田隆のlink with U
(広島FM〈HFM〉: 金曜21:00-21:30）